# Route nationale 329
Die Route nationale 329, kurz N 329 oder RN 329, war eine französische Nationalstraße, die von 1933 bis 1973 in zwei Teilen von Beaumont-sur-Oise nach Albert verlief. Südlich von Albert wurde die Straße wegen eines Flugplatzes an diesem nördlich entlang zu einer Départementstraße geführt, auf der sie dann weiter nach Süden verlief, um kurz vor Bray-sur-Somme auf die ursprüngliche Trasse zu stoßen.